# Font de l'Obac (Collmorter)
La Font de l'Obac és una font del terme municipal de Castell de Mur, en territori del poble de Collmorter, de l'antic municipi de Mur.
Està situada a 746 m d'altitud, al nord de Collmorter, al capdamunt de la llau de les Calcilles, que davalla des de Collmorter cap al nord-est.